# Terep Százas

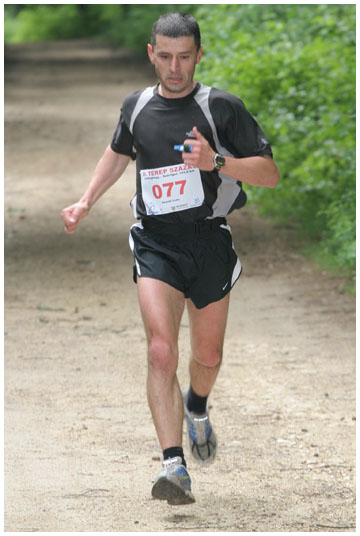
Németh Csaba, a 2007-es verseny győztese

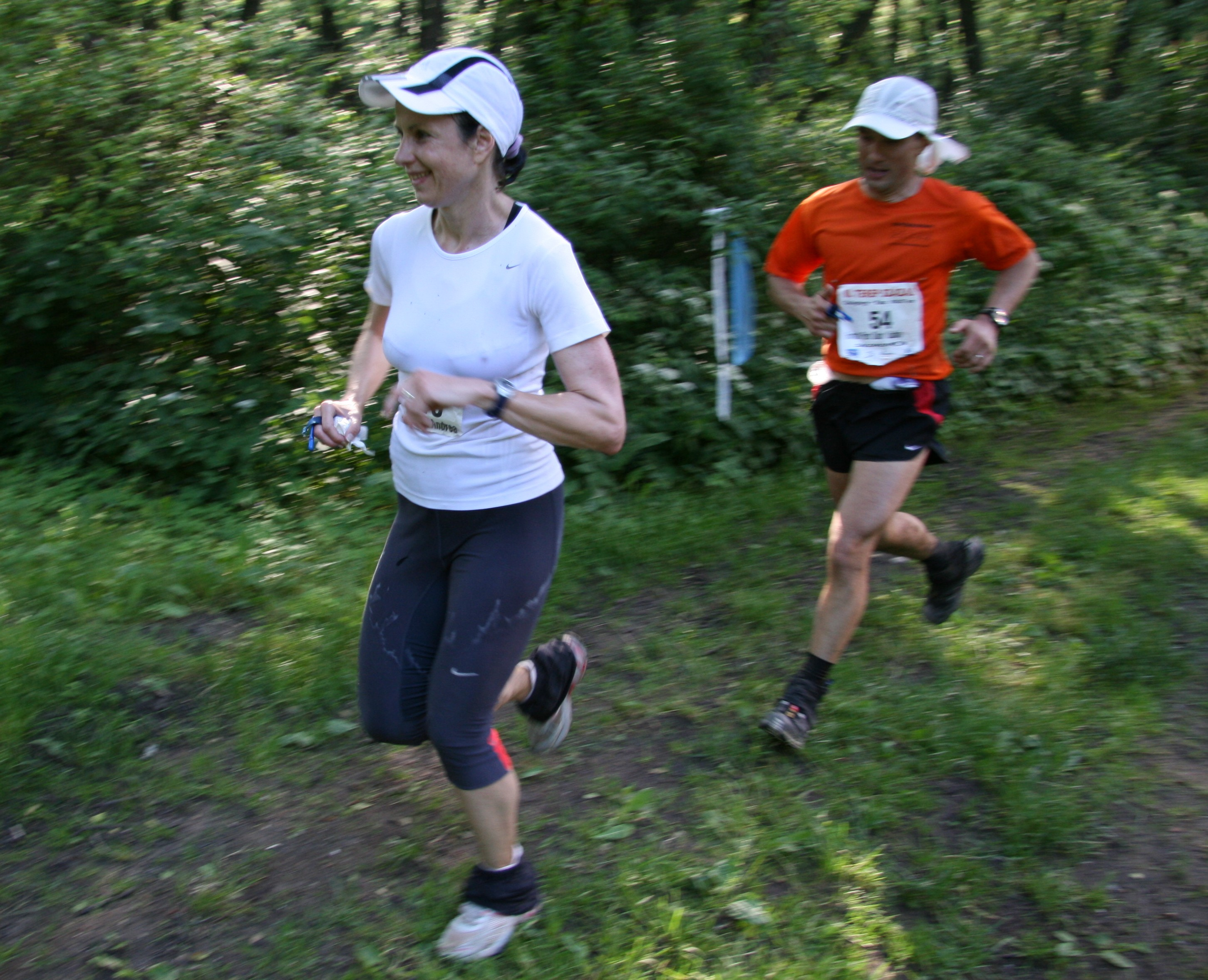
Balogh Andrea, a 2008-as verseny női győztese

A Terep Százas egy 104,6 kilométeres ultramaratoni terepfutó verseny 3582 méter szintemelkedéssel a Budai-hegységben és Pilisben, melyet a résztvevőknek 17 órán belül kell teljesíteniük.
2006-tól 2009-ig Korányi Balázs, Nagy Péter és az Ultrafutók Magyarországi Szövetsége rendezte a versenyt, majd 2010-től Csányi „Csanya” László és Farkas László vették át a rendezést.  
2006 és 2008 között a verseny azonos időben és azonos útvonalon haladt a Kinizsi Százas teljesítménytúrával, de a két rendezvényt két különböző – ám szorosan együttműködő – csapat rendezte. 
2009 és 2014 közt a versenyt új, az eredetitől teljesen különböző útvonalon rendezték meg. Ennek oka, hogy a Terep Százas rendezőinek a Kinizsi Százas rendezőivel gyümölcsözően induló kapcsolata az idők folyamán megromlott, ezért a két esemény különvált.
2013-ban az új útvonal is kisebb módosításokon ment keresztül, ami kis mértékben növelte a távot és a szintemelkedést is.
2006 és 2014 közt a Terep Százas Magyarország legnépesebb ultramaratoni terepversenye volt.

## Rekordok
Az eredeti – a Kinizsi Százassal megegyező – útvonalon a férfiak versenyében a legjobb eredményt Németh Csaba érte el 2007-ben 8:52:13-as idejével. A női csúcsot Balogh Andrea állította fel 10:36:33-mal 2008-ban. Mind a női, mind a férfi pályacsúcs egyben az 1981 óta rendezett Kinizsi Százas pályacsúcsa is.
Az új útvonalon a legjobb időt Németh Csaba futotta 2011-ben, ideje 8:59:29 volt. A legjobb női idő Balogh Andreáé 2009-ből, ideje 11:04:41.
A rekordok nem összehasonlíthatók a két útvonal esetében, mivel az új útvonal jóval nehezebb.

## Eredmények
Részidős eredménylisták:
2006, 2007, 2008, 2009, 2010, 2011, 2012, 2013, 2014,

### Férfiak
| Év   | 1.                     | eredmény | 2.                                     | eredmény | 3.                      | eredmény |
| ---- | ---------------------- | -------- | -------------------------------------- | -------- | ----------------------- | -------- |
| 2014 | Karlowits-Juhász Tamás | 10:11:49 | Szabó Áron                             | 10:27:04 | Urbán Zsolt             | 10:55:10 |
| 2013 | Kiss Miklós            | 9:57:20  | Urbán Zsolt                            | 10:25:13 | Ivan Slovak             | 10:41:51 |
| 2012 | Karlowits-Juhász Tamás | 9:44:55  | Urbán Zsolt                            | 10:22:44 | Rudolf Tamás            | 10:31:09 |
| 2011 | Németh Csaba           | 8:59:29  | Karlowits-Juhász Tamás                 | 10:23:28 | Juhász Balázs dr.       | 10:29:46 |
| 2010 | Hajduska Balázs        | 9:30:38  | Juhász Balázs dr.                      | 10:12:36 | Karlowits-Juhász Tamás  | 10:57:07 |
| 2009 | Hajduska Balázs        | 10:40:06 | Tóth Attila                            | 11:24:19 | Horváth Péter Gábor dr. | 11:26:22 |
| 2008 | Németh Csaba           | 9:01:45  | Papp Gergely és Karlowits-Juhász Tamás | 9:57:14  | –                       |          |
| 2007 | Németh Csaba           | 8:52:13  | Ispánki Zoltán                         | 9:44:44  | Pész Attila             | 9:51:22  |
| 2006 | Pész Attila            | 9:53:44  | Németh Csaba                           | 10:18:29 | Ispánki Zoltán          | 10:45:13 |

### Nők
| Év   | 1.                                    | eredmény | 2.                               | eredmény | 3.                                    | eredmény |
| ---- | ------------------------------------- | -------- | -------------------------------- | -------- | ------------------------------------- | -------- |
| 2014 | Pálos Zsófia Edit                     | 11:34:26 | Szabó Judit                      | 12:12:31 | Dévényi Ildikó                        | 12:52:35 |
| 2013 | Balogh Andrea                         | 11:10:42 | Kertész Dóra                     | 12:32:39 | Sifterné Doszpot Andrea               | 13:21:22 |
| 2012 | Dévényi Ildikó                        | 11:52:45 | Kertész Dóra                     | 12:21:18 | Szabó Ágnes                           | 12:37:34 |
| 2011 | Tóth-Varga Judit                      | 12:09:47 | László Szilvia                   | 12:24:03 | Druskó Zsófia                         | 12:55:23 |
| 2010 | Wermerscher Ildikó                    | 11:33:51 | Dévényi Ildikó és László Szilvia | 14:11:39 | –                                     |          |
| 2009 | Balogh Andrea                         | 11:04:40 | Wermerscher Ildikó               | 11:17:38 | Czibók Ágnes                          | 12:36:09 |
| 2008 | Balogh Andrea                         | 10:36:33 | Lucy Brooks                      | 11:17:30 | Bontovics Tímea és Wermerscher Ildikó | 11:31:39 |
| 2007 | Bontovics Tímea és Wermerscher Ildikó | 11:17:17 | –                                | –        | László Szilvia                        | 11:40:27 |
| 2006 | Czibók Ágnes                          | 12:16:39 | Farkas Valéria és László Szilvia | 13:16:19 | –                                     | –        |

## Útvonal
Útvonal szárligeti céllal (2006–2007): Csillaghegy – Nagy-Kevély – Kevély-nyereg – Hosszú-hegy – Pilis-nyereg – Kétágú-hegy – Dorog – Nagy-Gete – horgásztó – Hegyes-kő – Mogyorósbánya – Péliföldszentkereszt – Bika-völgy  – Pusztamarót – Gerecse egyházi üdülő (korábban gyermeküdülő) – Bánya-hegy – Koldusszállás – Somlyóvár, kulcsosház – Kisegyházi tavak – Nagyegyháza – Szárliget
Útvonal tatai céllal (2008): Csillaghegy – Nagy-Kevély – Kevély-nyereg – Hosszú-hegy – Pilis-nyereg – Kétágú-hegy – Dorog – Nagy-Gete – horgásztó – Hegyes-kő – Mogyorósbánya – bajóti Öreg-kő – Péliföldszentkereszt – Bika-völgy – Pusztamarót – Gerecse egyházi üdülő – Bánya-hegy – Koldusszállás – Baji vadászház – Baj – Tata
Útvonal 2009-től: Pesthidegkút – Nagykovácsi – Piliscsaba – Piliscsév – Klastrompuszta – Pilis-nyereg – Dobogókő – Dömös – Prédikálószék – Pilisszentlászló – Visegrád – Pilisszentlászló – Lajosforrás – Csobánka – Pilisborosjenő – Pesthidegkút